# Rücskösfarkú disznódelfin
A rücskösfarkú disznódelfin vagy indiai tengeridisznó (Neophocaena phocaenoides) az emlősök (Mammalia) osztályának párosujjú patások (Artiodactyla) rendjébe, ezen belül a disznódelfinfélék (Phocoenidae) családjába tartozó faj.
Manapság nemének a típusfaja, azonban korábban nemének az egyetlen fajaként tartották számon, azonban az újabb kutatások következtében a biológusok önálló faji rangra emelték az egyik alfaját, a Neophocaena phocaenoides asiaeorientalis-t, amely így Neophocaena asiaeorientalisszá vált; ez az állat Kínában, a Jangce folyóban él, a folyó torkolatától még 1600 kilométerre is megtalálható; szinte kizárólag édesvízben él, csak a folyó torkolatvidékén élő egyedek élnek brakkvízben.

## Előfordulása
Japán és Korea tengerparti vizeinek állatait, és az Ázsia egyéb részein élőket. Nemrégiben Laoszban is fölfedezték, és valószínűleg előfordul még Ausztrália északi részén. Lehet, hogy Japánban északabbra is megtalálható, mint azt a térkép mutatja (a Honshu-fok északi csúcsáig). Főként part menti állat, de megtalálható az édesvizekben is, mindenütt a sötét, zavaros vizeket kedveli. Ritkán távolodik el a parttól 5 km-nél messzebbre. Megtalálható a meleg vizű folyókban, tavakban (ha azok folyókkal kapcsolatosak), mangrove mocsarakban, folyótorkolatokban, deltákban és sós mocsarakban. Leginkább ott látható, ahol a folyó és az óceán találkozik. Egyes álltatok a táplálék mennyiségétől függően vándorolnak, erről azonban még alig tudunk valamit.

## Alfajai
- Neophocaena phocaenoides phocaenoides – A Perzsa-öböltől keletre az Indiai-óceán parti vizein át egészen Tajvanig fordul elő. Elsősorban sekély partvidéki vizekben él, de előfordul az élőhelyén található nagyobb folyók torkolatában és annak közelében édesvízben is.
- Neophocaena phocaenoides sunameri – Tajvantól északkeletre a Kelet-kínai-tengerben és a Sárga-tengerben él, egészen Korea és Japán tengerpartjaiig. A koreai és a japán egyedek elkülönülve élnek a populáció zömétől.

## Megjelenése
Testhossza 1,2-2,27 méter, tömege 30–72 kilogramm. A legkisebb cetek közé tartozik. Félénk, nehezen észrevehető állat, kivéve a Jangce folyót Kínában, ahol gyakran látják, mert igen sűrű a csónakforgalom. Mozgékony állat, a felszín közelében, gyorsan, szökellve úszik. Soha nem távolodik messze a parttól, még a sekély árapály zónában is megél. Elterjedési területén az egyetlen disznódelfin, és az összes közül csak ennek van domború homlokzsírpárnája. Hátúszója nincs. A kúposfejű delfin hasonló alakú, de zömök hátúszója van. A belugára szintén emlékeztet, de elterjedési területeik távol esnek egymástól. Testük színe pusztulásuk után sötétedik, ezért a régebbi leírások - melyek elhullott állatok alapján készültek - tévesen feketének említik. Az viszont tény, hogy testszínük az életkorral valamelyest sötétebbé válik. A fajt eredetileg egy Dél-Amerikából származó példány alapján írták le, de ez a lelőhely valószínűleg téves cédulázáson alapult.

## Életmódja
Tápláléka halakból, különféle fejlábúakból és világító krillekből vagy egyéb rákokból áll. Amikor felszínre emelkedik, alig fodrozza a vizet, hajlamos az oldalára fordulni. Általában 3-4 gyors, egymást követő légzés után kb. 1 percre merül le, majd gyorsan ismét a felszínre jön. Néha kémlelődik, fejét és testének egy részét a víz fölé emeli. Fogságban tanítható, hogy magasra a levegőbe ugorjon, de a természetben ilyen mutatványt ritkán végez. A borjak anyjuk hátoldali tarjába kapaszkodva lovagolnak, és általában velük együtt jönnek a felszínre, ha azok felemelkednek lélegezni.  Átlagos csoportmérete 1-10 példányból áll, de a táplálék gazdag területeken 50 egyed is összeverődhet.

## Szaporodása
Az újszülött mérete 60-90 centiméter, tömege 7 kilogramm.